# Ruben Van Keer

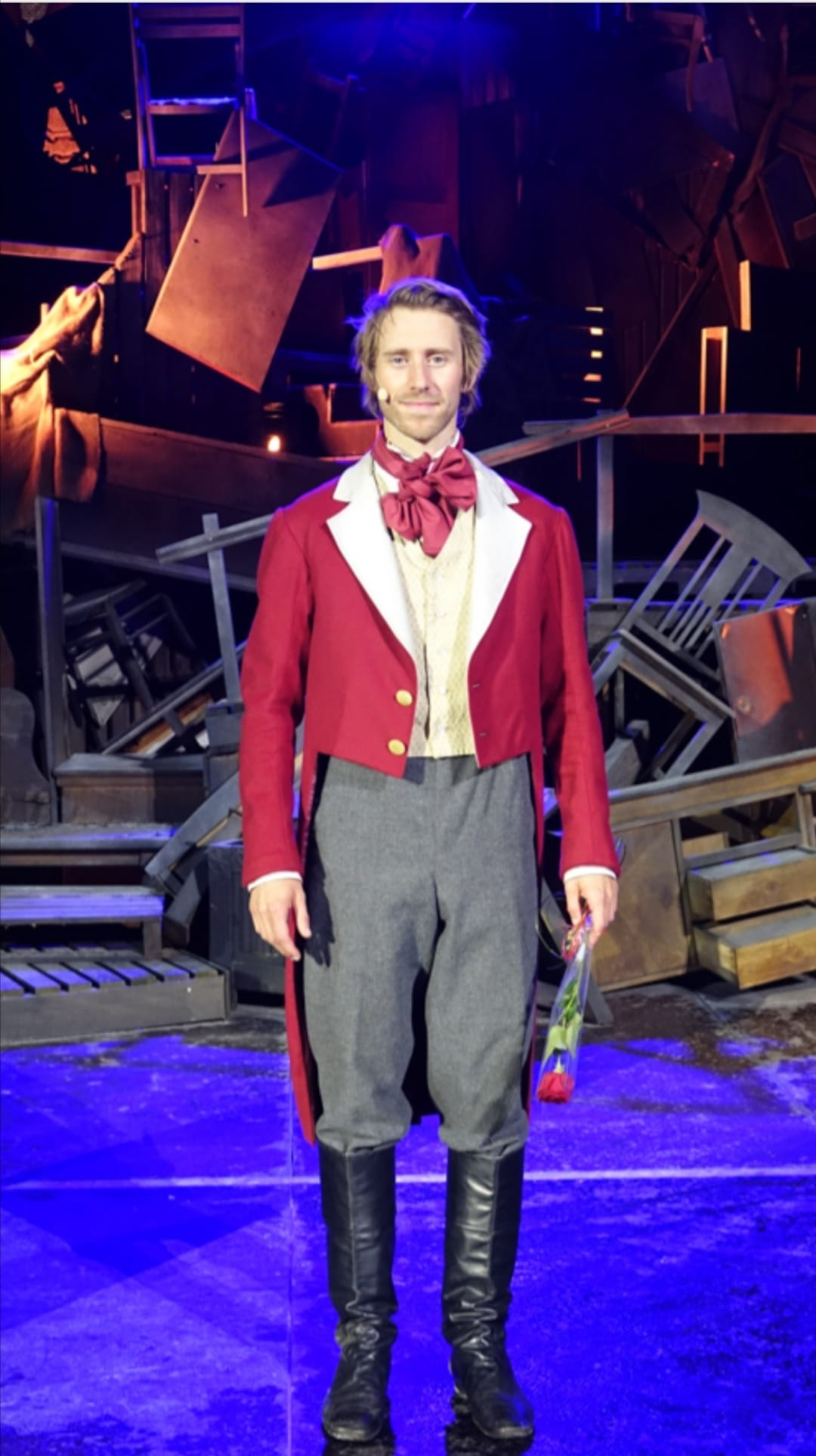
Ruben Van Keer als Kapitein Vermeer in 1830.

Ruben Van Keer (Mechelen) is een Vlaamse musicalacteur. Hij is bekend in Vlaanderen, maar heeft ook in West End en Nederland op de planken gestaan. Hij studeerde muziektheater aan de Fontys Hogeschool voor de Kunsten in Tilburg en Musical Theatre aan de Royal Academy of Music in Londen.
In 2025 werd Ruben Van Keer genomineerd voor een Nederlandse Musical Award in de categorie "Beste Mannelijke Hoofdrol in een Kleine Musical" voor zijn vertolking van Adolphe Salles in de musical Eiffel.

## Theater
| Productie                       | Rol              | Productiehuis                    | Jaar |
| ------------------------------- | ---------------- | -------------------------------- | ---- |
| Marie-Antoinette                | Robespierre      | Historalia                       | 2014 |
| Arthur en de strijd om Camelot  | Arthur           | I&L Entertainment                | 2014 |
| Dogfight                        | Fecter           | M-lab                            | 2015 |
| Dogfight                        | Bernstein        | Theaterproductiehuis Zeelandia   | 2015 |
| Batt out of Hell                | understudy Strat | Stage Entertainment Jim Steinman | 2017 |
| Mozart!                         | Mozart           | Music Hall                       | 2017 |
| Knights of the Rose             | John             | Hook Productions                 | 2018 |
| Les Misérables                  | Grantaire        | Cameron Mackintosh Ltd           | 2019 |
| 1830                            | Kapitein Vermeer | Historalia                       | 2021 |
| '40-'45                         | Staf Segers      | Studio 100                       | 2021 |
| Rent                            | Roger Davis      | Deep Bridge                      | 2021 |
| De Klokkenluider van Notre Dame | Quasimodo        | Festivaria                       | 2024 |
| Eiffel                          | Adolphe Salles   | Goedemorgen Theaterproducties    | 2024 |

- Shadow Players (2021) - kortfim